# San Miguel, El Bosque
San Miguel är en ort i Mexiko.   Den ligger i kommunen El Bosque och delstaten Chiapas, i den sydöstra delen av landet, 700 km öster om huvudstaden Mexico City. San Miguel ligger 1 193 meter över havet och antalet invånare är 399.
Terrängen runt San Miguel är bergig åt sydost, men åt nordväst är den kuperad. Terrängen runt San Miguel sluttar österut. Runt San Miguel är det ganska tätbefolkat, med 166 invånare per kvadratkilometer. Närmaste större samhälle är Simojovel de Allende, 13,2 km norr om San Miguel. I omgivningarna runt San Miguel växer i huvudsak städsegrön lövskog.